# Marmură

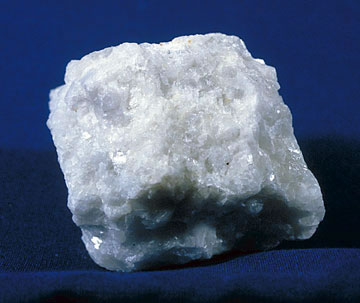
Marmură

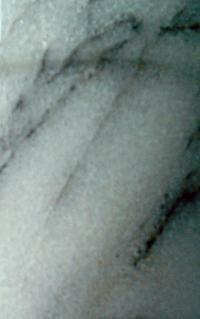
Marmură șlefuită

Marmura este o rocă metamorfică, compusă în cea mai mare parte din calcit (forma cristalină a carbonatului de calciu, CaCO3) și obținută prin metamorfoza calcarului. Numele său provine din limba greacă veche: μαρμαίρειν (marmairein) = a străluci, a luci. 
Culorile diverse ale marmurei se datorează impurităților conținute: roșu de la sărurile de fier, maro de la cele de mangan, cenușiu de la grafit etc. Cele mai obișnuite culori pentru marmură sunt următoarele: albă, cenușie, gri, neagră și roșie.
În Europa, cea mai apreciată marmură este cea de Carrara (Italia), faimoasă pentru marmura sa de culoare albă, respectiv gri-albăstruie, ambele de o calitate deosebită.
Blocuri de marmură albă, precum cea de Carrara, au fost întotdeauna apreciate în domeniul sculpturii. Această preferință are de-a face cu anumite caracteristici ale pietre precum: moliciune, omogenitate și o rezistență destul de mare la fisurare și spargere. De asemenea, indicele de refracție scăzut al calcitului permite luminii să pătrundă mai adânc în piatră înainte de a fi reflectată în afară, aspect ce conferă personalitate și dă viață sculpturilor.
În România, cea mai importantă sursă de marmură este zăcământul de la Rușchița (marmură de Rușchița).